# Tonnay-Boutonne
Tonnay-Boutonne – miejscowość i gmina we Francji, w regionie Nowa Akwitania, w departamencie Charente-Maritime.
Według danych na rok 1990 gminę zamieszkiwało 1088 osób, a gęstość zaludnienia wynosiła 48 osób/km² (wśród 1467 gmin regionu Poitou-Charentes Tonnay-Boutonne plasuje się na 276. miejscu pod względem liczby ludności, natomiast pod względem powierzchni na miejscu 311.).